# الشمال الغربي التونسي

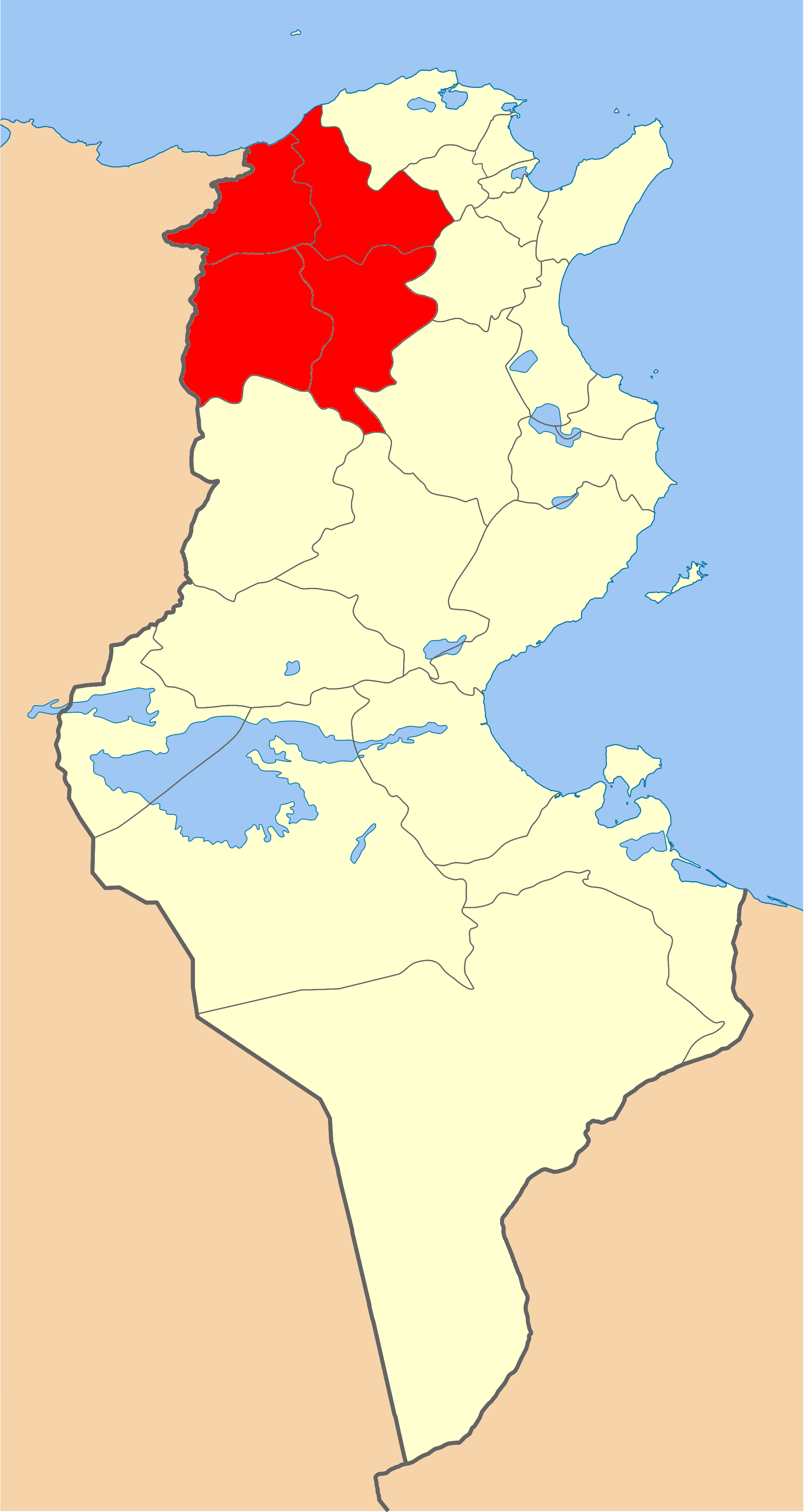
الشمال الغربي

إقليم الشمال الغربي هو أحد الأقاليم الاقتصادية التونسيّة الستّة، حيث يقع شمال غربي الجمهورية التونسية.
يتركّز نشاط الشمال الغربي على الأنشطة الفلاحية نظرا لخصوبة الأرض ووفرة المياه وامتداد السهول وتواجد الحيوانات وتوفر اليد العاملة والتجارية لوفرة الإنتاج الفلاحي، اذ ان الشمال الغربي بولاياته الاربعة (باجة، جندوبة، الكاف، سليانة) يوفّر للجمهورية التونسية حاجتها من الحبوب (القمح والشعير) والحليب ومشتقاته واللحوم الحمراء والبيضاء بأنواعها إلى حدود الفائض فتقوم الدولة بتصديره للخارج كما تساهم في إنتاج الزيتون وزيته والاشجار المثمرة.
ينقسم الإقليم من النّاحية الإدارية إلى أربعة ولايات وهي (باجة، جندوبة، الكاف، سليانة)، حيث يحتوى إلى حدود موفي سنة 2017 على 41 معتمدية، 38 بلدية، 39 مجلس قروي و373 منطقة.
يمثل الشمال الغربي موردا سياحيا للجمهورية التونسية اذ انها منطقة تتوفر بها طبيعة غنّاء تجلب السياح لاداء السياحة الاستشفائية والسياحة الجبلية والسياحة الرحالتية اذ يوفر إقليم الشمال الغربي عشرات مراكز الاستشفاء والعلاج الطبيعي القانوني والمبرهن نجاعته علميا (بني مطير، دجبة، عين دراهم، طبرقة...) كما انه يوفر كذلك السياحة الاستكشافية لتوفر مواقع اثرية واغلبها من العهد القرطاجي ومن بعده الروماني ومن ثم الاندلسي نظرا لنزوح الاندلسيين المسلمين لبلدان المغرب العربي بسبب الهجوم المسيحي عليهم (دقة، تستور، بلاريجيا...)

## جغرافيا

### الموقع
يقع الإقليم في الشمال التونسي ويمتد شمالا من مدينة طبرقة إلى الروحية جنوبا ومن مجاز الباب شرقا إلى غار الدماء غربا.

### المساحة
يمسح الشمال الغربي نحو 565 16 كم²  أي ما يعادل 10.04% من مساحة البلاد وبهذه المساحة يحتل المرتبة قبل الأخيرة قبل إقليم الشمال الشرقي.

أكبر ولايات الإقليم مساحة هي الكاف بـ081 5 كم² فـسليانة بـ642 4 كم² ثم باجة بـ558 3 كم² وأخيرا جندوبة بـ284 3 كم².

### السكان
بلغ عدد سكان الإقليم سنة 2014 752 170 1 نسمة. وهو ما يمثل قرابة 10.70% من إجمالي سكان الجمهورية التونسيّة.

و تعتبر ولاية جندوبة أكثر ولايات الشمال الغربي سكانا بـ477 401 نسمة ثم باجة في المرتبة الثانيّة بـ032 303 نسمة فسليانة بـ156 243 نسمة وأخيرا الكاف بـ078 223 نسمة.

تقدّر الكثافة السّكانية بالمنطقة بـ91 ن/كم² وهو معدّل أعلى من المعدّل الوطني المقدّر بـ65 ن/كم² فيما تبلغ نسبة التحضّر 41% وهو أقل من المعدّل الوطني.

### المناخ
يتميز مناخ شمال باجة وجندوبة بالرطب في حين يميل بقية مجال الولايتين المذكورتين للمناخ الشبه الجاف إضافة للكاف وسليانة عدا المناطق المرتفعة أين تتأثر بالمناخات المحلية الرطبة.

### التضاريس
يتميّز ساحل الشمال الغربي بأنه صخري مرتفع تجاوره أعماق بحرية متعرج يلي الساحل سهول ساحلية ضيقة لاقتراب الجبال من البحر. أما الجبال وهي سلسلة واحدة من جبال الأطلس البحري أعلاها سلسلة خمير.

### أهم المدن
أهم مدن الإقليم هي: باجة (كبرى مدن الشمال الغربي)، الكاف (مهد السلالة الحسينية)، جندوبة (القطب الجامعي بالإقليم)، طبرقة (القطب السياحي بالإقليم)، سليانة، مجاز الباب، غار الدماء، بوسالم، تستور، تاجروين، مكثر، الدهماني، السرس، الكريب (مدينة تاريخية).

## الاقتصاد
رغم ما يحتويه الشمال الغربي من ثروات طبيعية، فلاحية ومنجميّة ضخمة إلّا أنّه يعتبر من أقل أقاليم الجمهورية التونسية تنمية حيث يشهد تأخرا كبيرا منذ عقود، ويعود ذلك أساسا إلى غياب الدولة وكذلك الاستثمارات والمشاريع مقارنة بباقى الاقاليم الاقتصادية.

يقوم اقتصاد الجهة أساسا على القطاع الفلاحي رغم ما تشوبه من نواقص متعددة منها ندرة المياه، لكن هذا لم يلغي وجود قطاع سياحي نشيط مع وجود ضعيف للقطاع الصناعي.

### السياحة والخدمات
رغم احتواء الإقليم على عدّة مميزات قادرة على جعله وجهة سياحية متميّزة (الجبال والغابات والأثار والسواحل) إلّا أن قطاع السياحة فيه لا يزال يعيش حالة من التهميش وعدم التثمين. ويوجد بالإقليم قطب سياحي وحيد وهو قطب طبرقة-عين دراهم بولاية جندوبة الذّي يحتوي على جل الوحدات الفندقية والأنشطة السياحية والترفيهية وقطب سياحي تاريخي آخر وهو مائدة يوغرطة بولاية الكاف التي تم تسجيلها في اليونسكو

و يوجد بالإقليم 44 نزل بطاقة استعاب تقدر بنحو 6404 سرير وبلغ عدد الزائرين للإقليم 139,7 ألف زائر قضّوا حوالي 536 ألف ليلة.

#### السياحة الشاطئية
يتملك الشمال الغربي شريط ساحلي طوله حوالي 51 كلم يطل على البحر الأبيض المتوسط. ويعتبر ساحل الإقليم أحد أهم سواحل البحر المتوسّط على مستوى التنوع البيولوجي إضافة إلى ندرة الحيونات التّى فيه. ويعتبر ساحل الشمال الغربي ساحل مرجاني.

و ترتكز على سواحل الشمال الغربي عدة وحدات فندقية يتواجد أغلبيتها الساحقة بمدينة طبرقة.

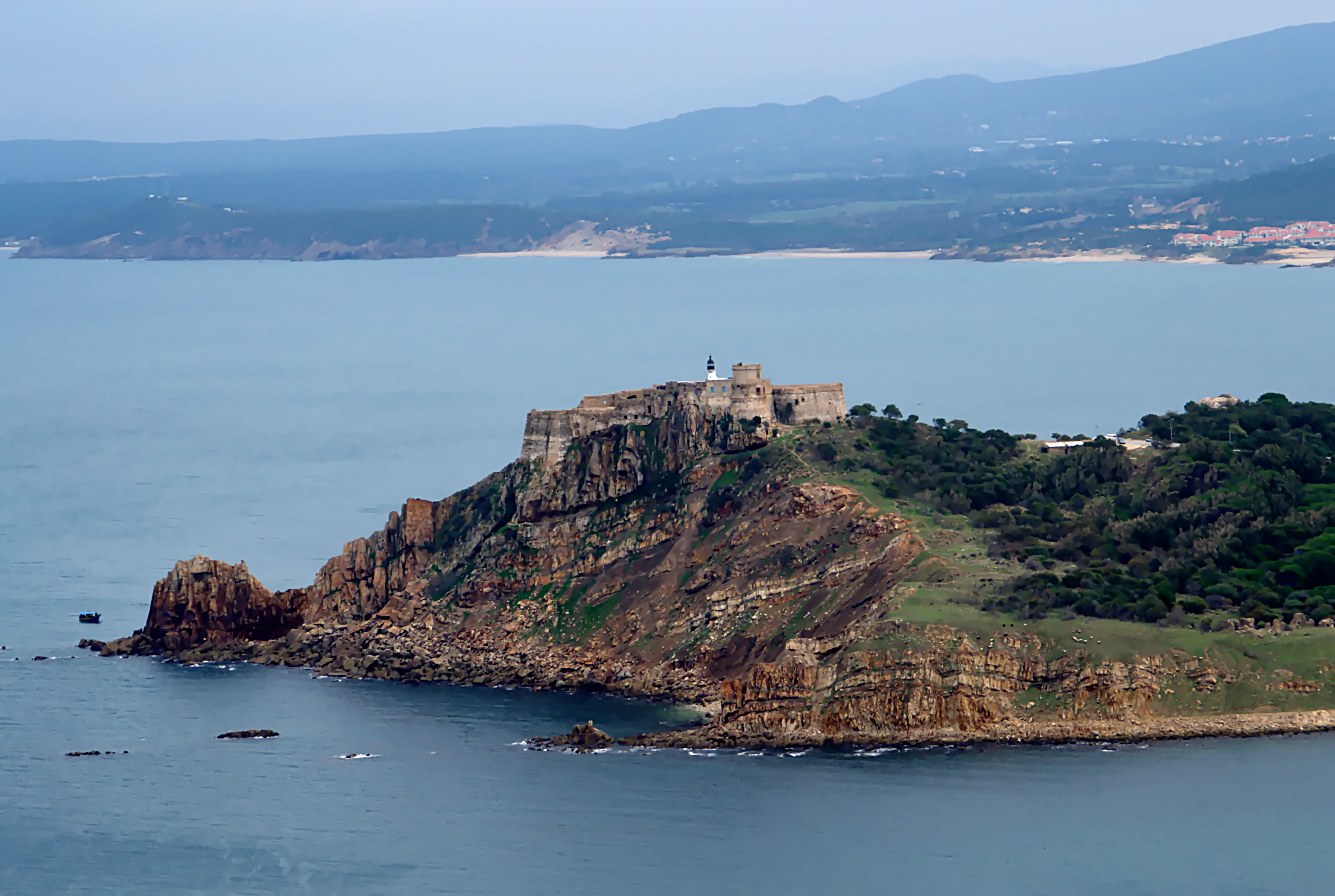
منظر لقلعة طبرقة
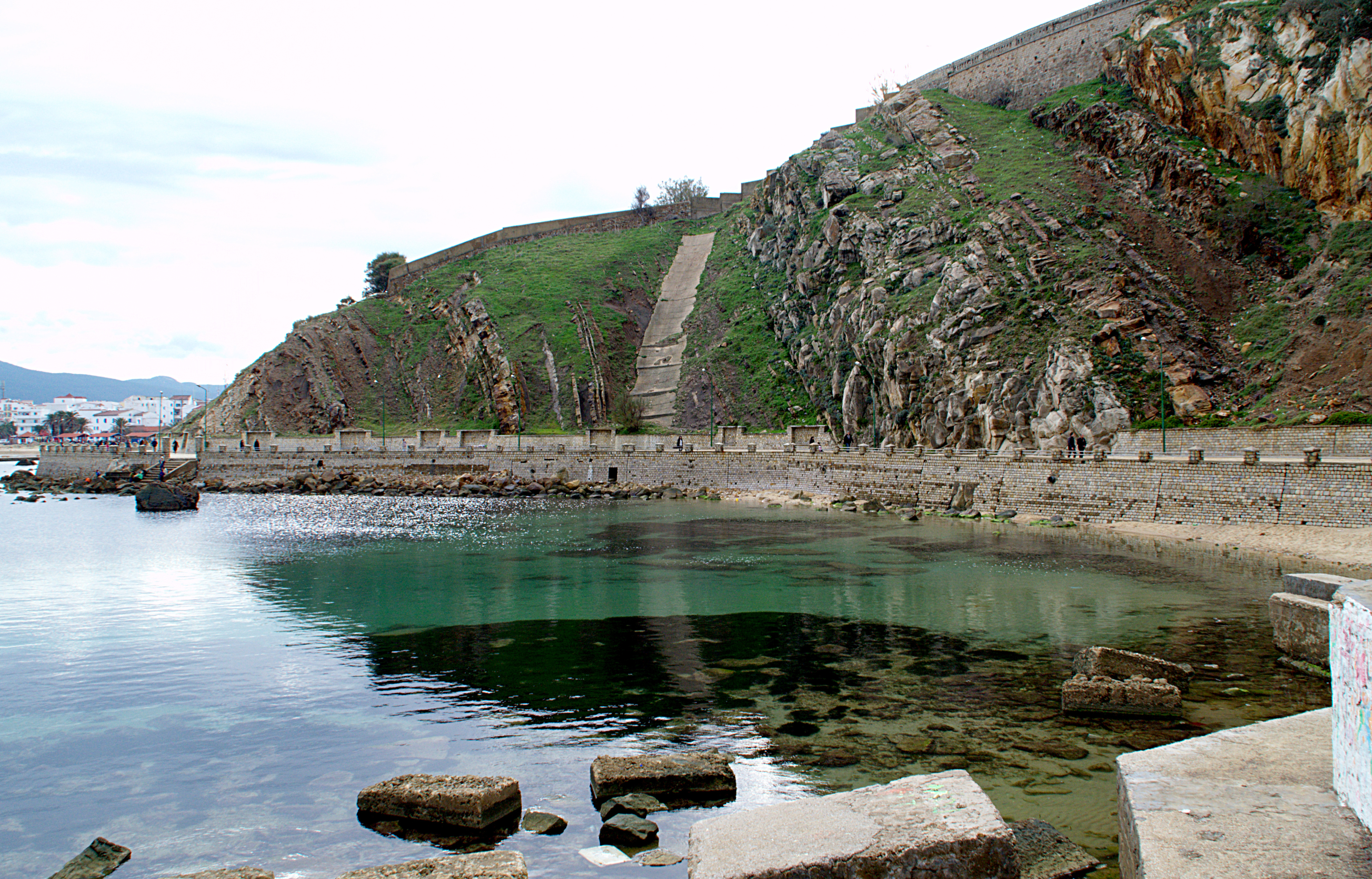
منظر لساحل مدينة طبرقة
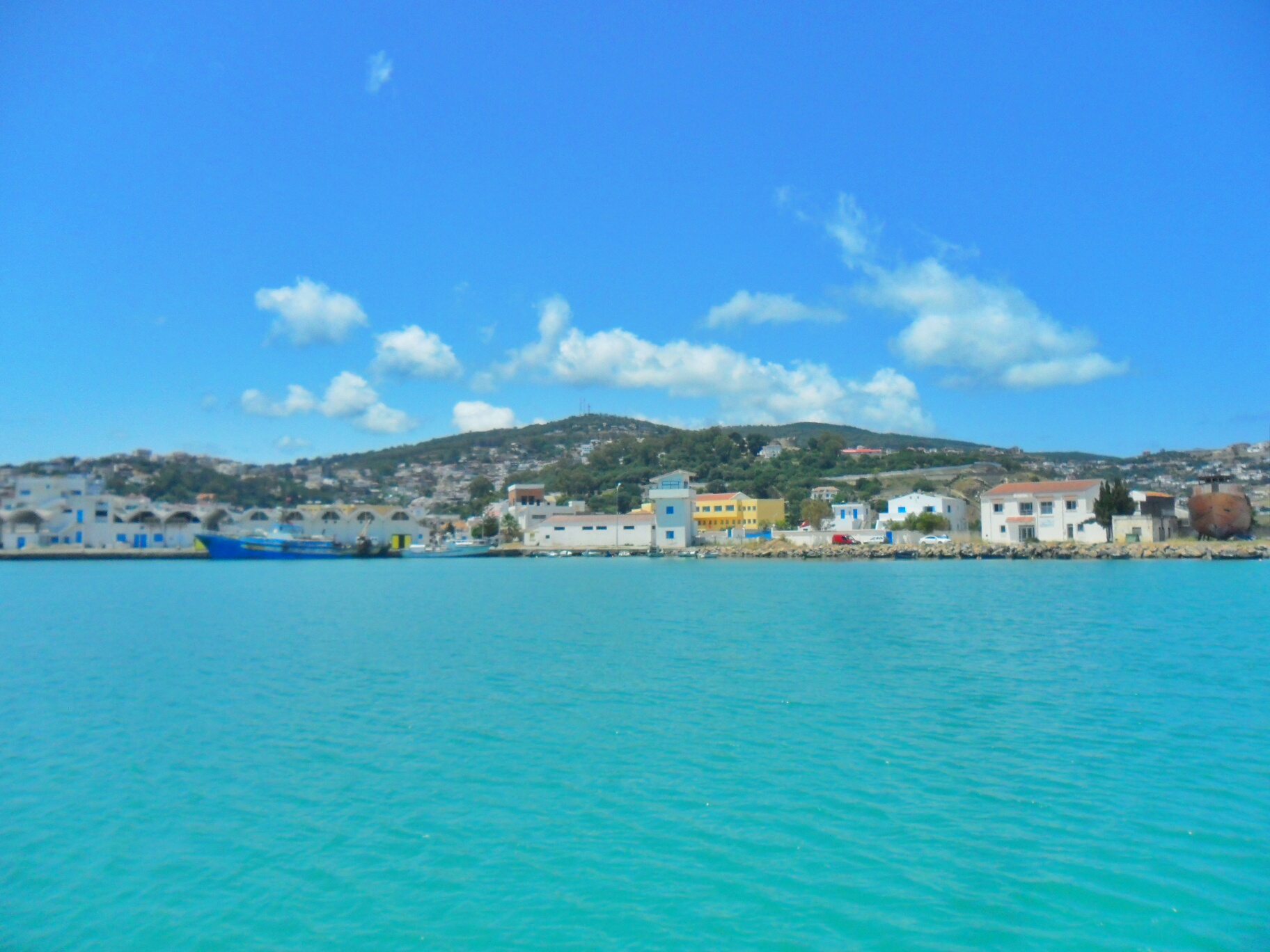
بحر مدينة طبرقة

#### السياحة الغابية

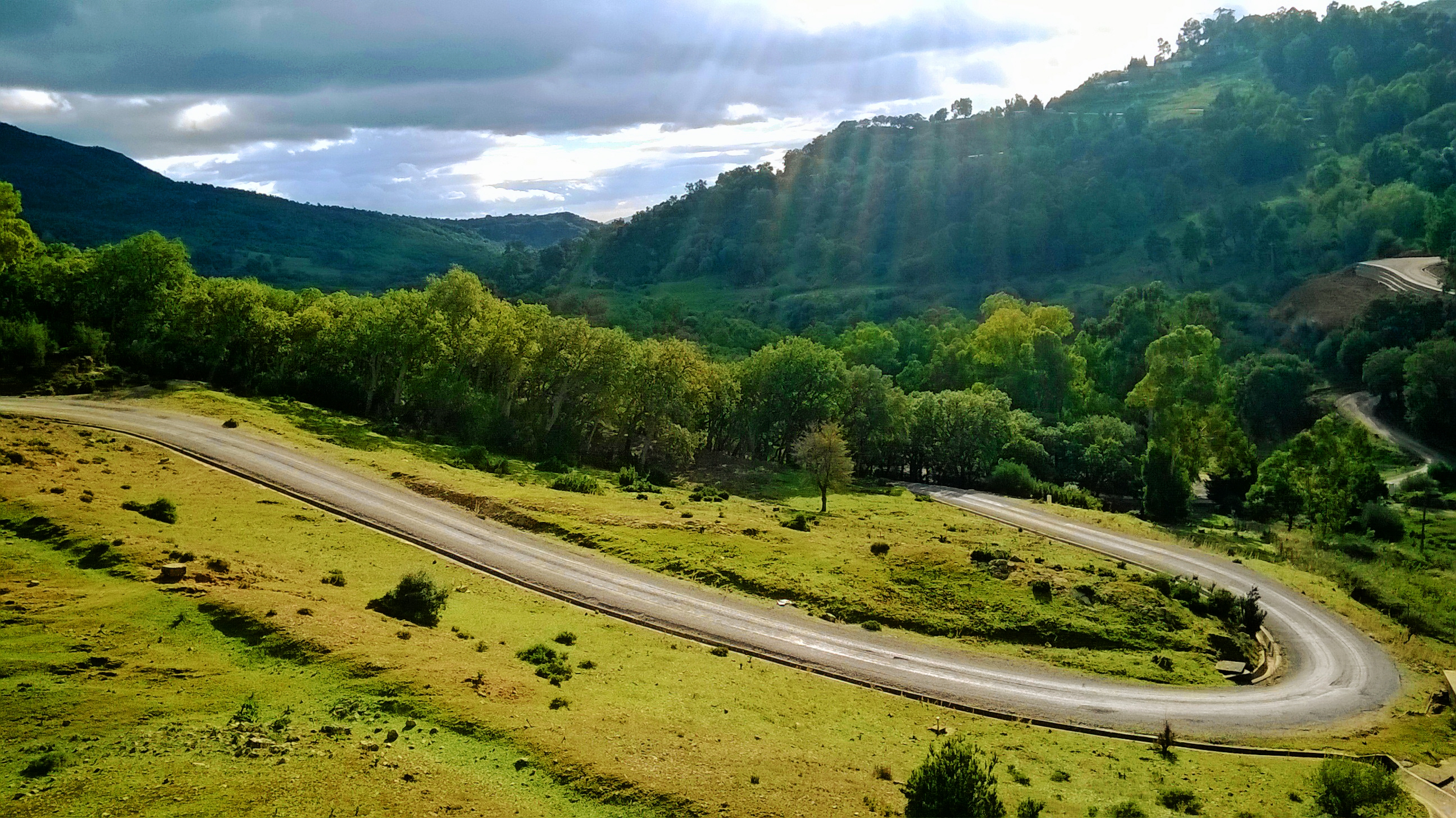
منظر لغابات بني مطير من ولاية جندوبة
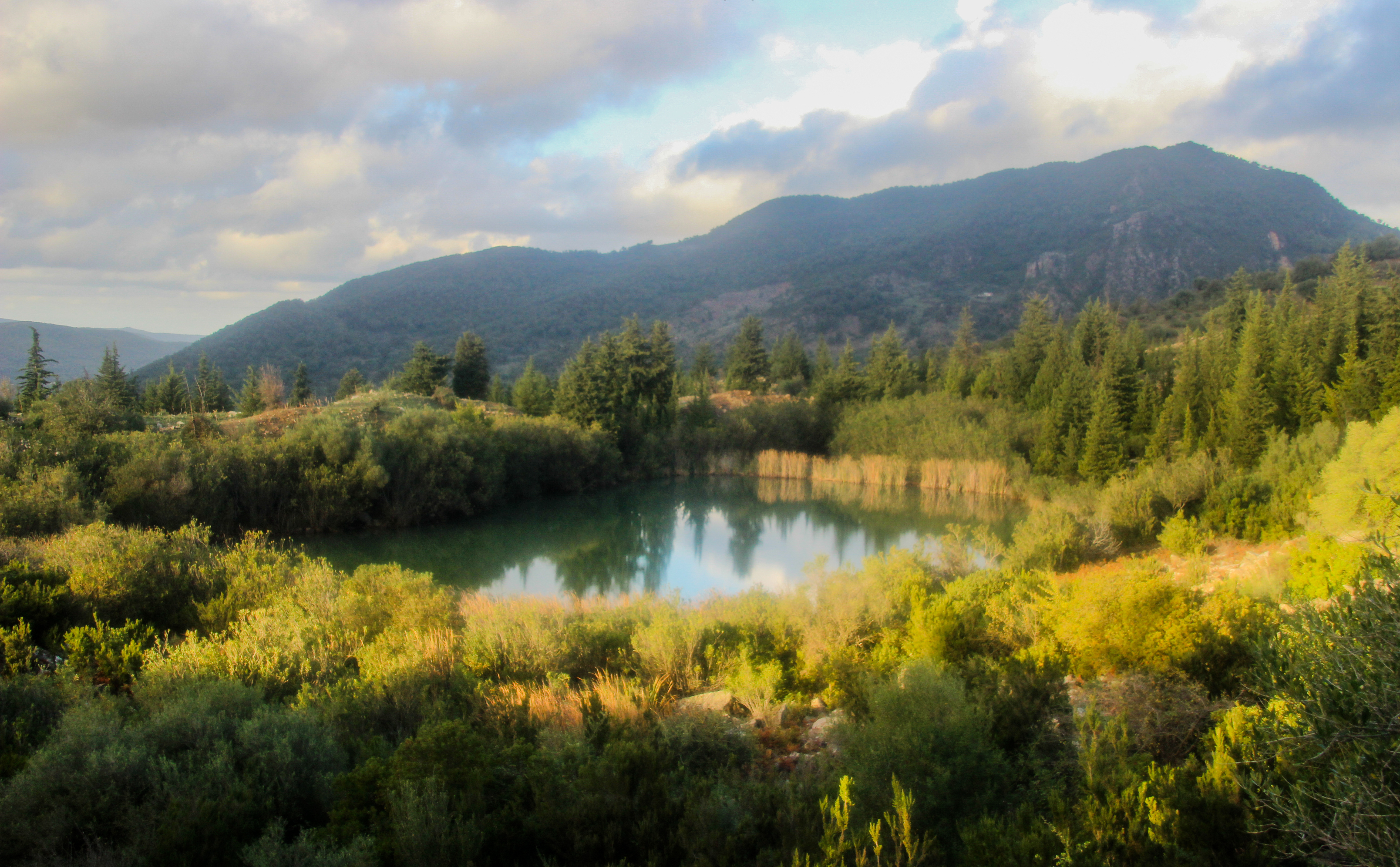
بحيرة صغيرة بعين دراهم من ولاية جندوبة
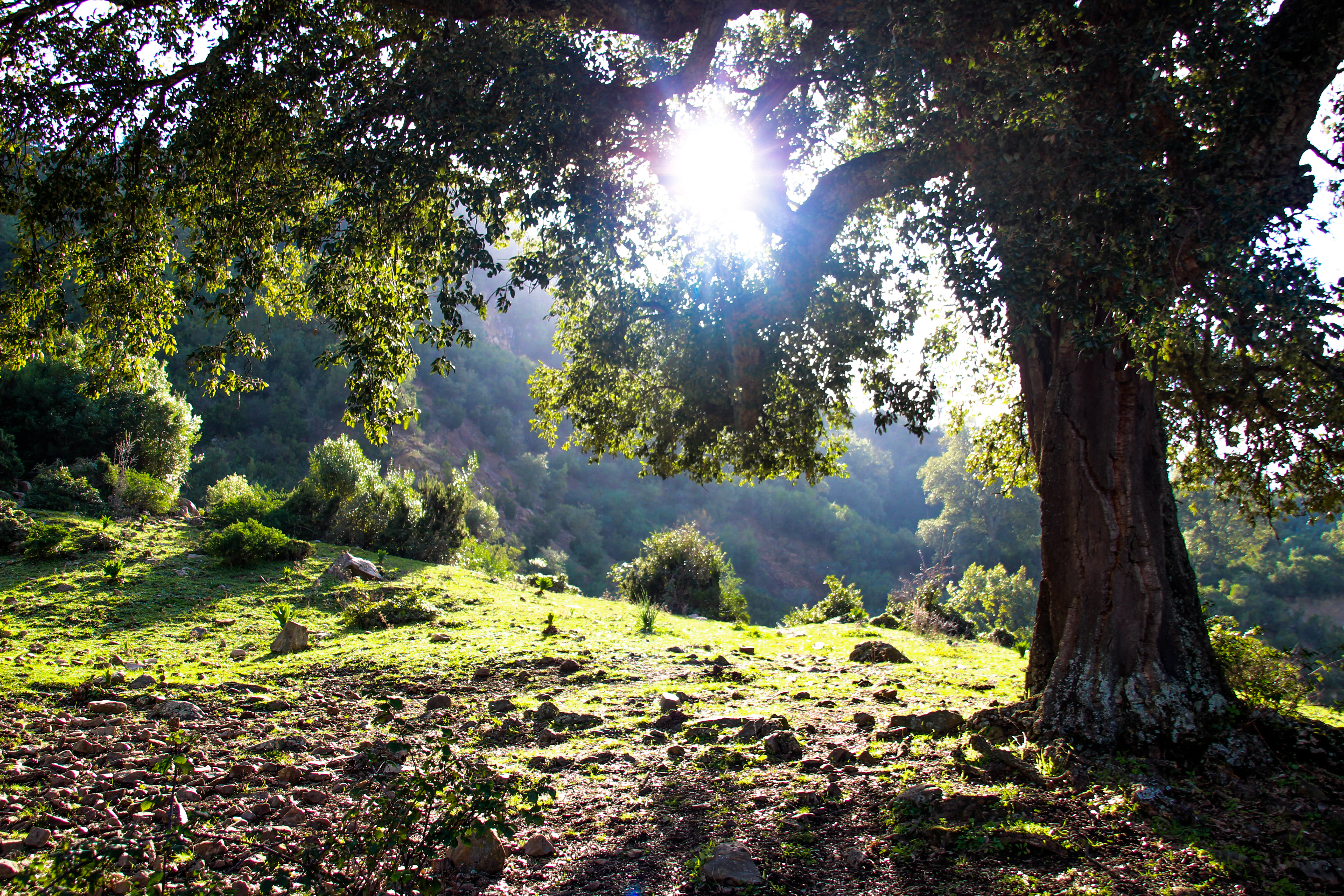
غابة جبلية بعين دراهم من ولاية جندوبة
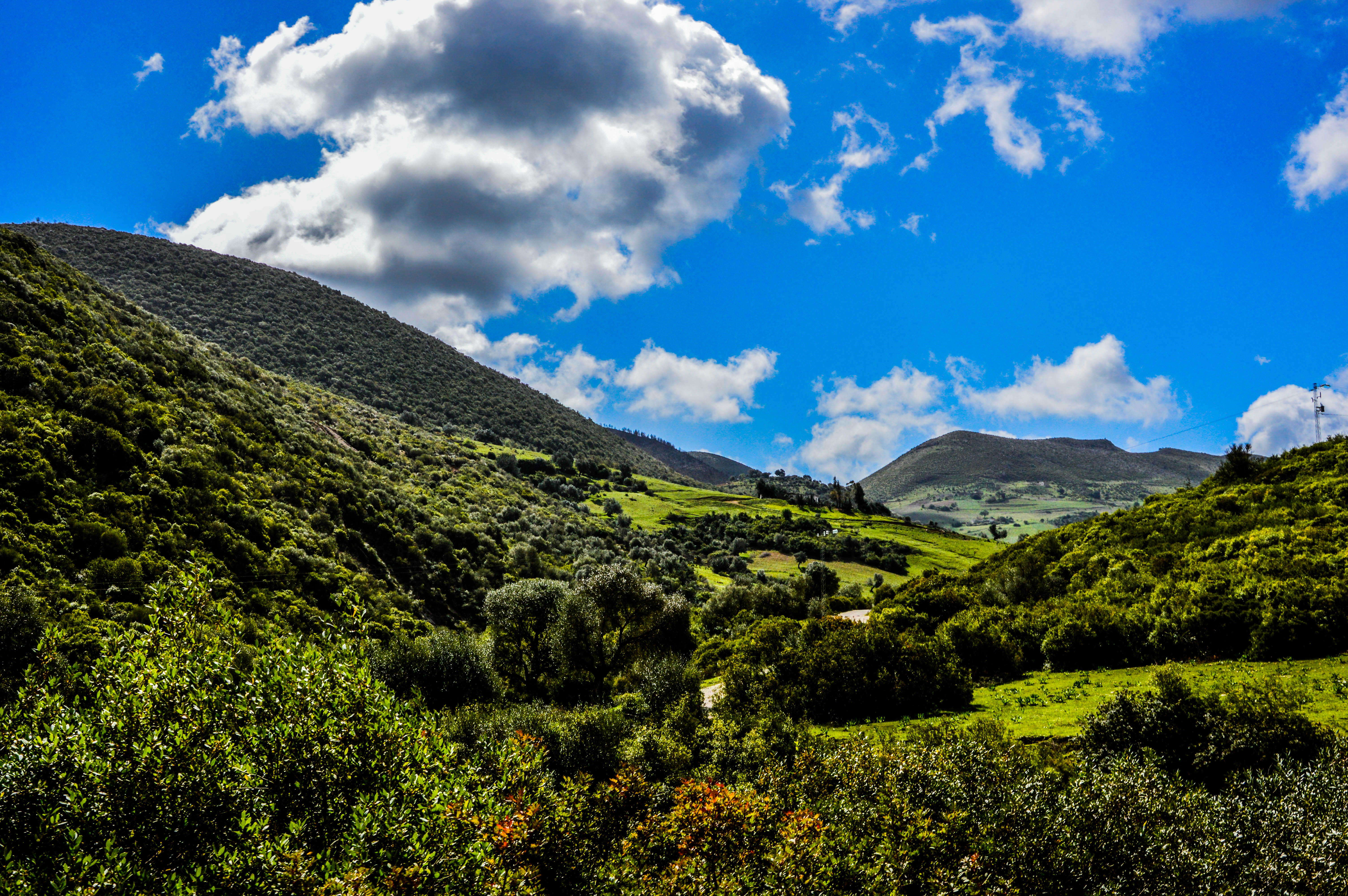
منظر لغابة جبلية بنفزة من ولاية باجة

#### السياحة الثقافية
رغم ما يتميّز به الإقليم من تواجد مهم للمواقع الأثرية فيه والتّي تعود إلى أحقاب متعدد منها الأمازيغية والقرطاجية والرومانية والبيزنطية إضافة إلى الحقبة العربية فإن قطاع سياحة الأثار يعد مهمّش وغير مستغل كما يجب. وفيما يالي عدد من أهم المواقع الأثرية في الشمال الغربي التونسي:
- دقة
- بولا ريجيا
- موستي
- شمتو
- مكثر
- كسرى
- عين طنقة
- زامة
- مائدة يوغرطة (مسجلة في اليونسكو منذ 2017)

## التقسيم الإداري
يتكوّن الإقليم من أربعة ولايات، 38 بلدية، 40 معتمدية و 369 عمادة وهم مقسّمون كالتّالي:
| اسم الولاية    | باجة | الكاف | جندوبة | سليانة |
| -------------- | ---- | ----- | ------ | ------ |
| عدد البلديات   | 8    | 12    | 8      | 10     |
| عدد المعتمديات | 9    | 12    | 9      | 11     |
| عدد العمادات   | 101  | 87    | 95     | 86     |

## البنية التحتية
تضم المنطقة مطار وحيد وهو مطار طبرقة-عين دراهم الدولي والذّي يقع في مدينة طبرقة الساحليّة، وقد أنشأ سنة 1992، وتبلغ طاقة استعابه حوالي 000 250 في السّنة.

يشق الإقليم الطريق السيارة  ط س 3 واللذي يربط تونس العاصمة بمدينة بوسالم من ولاية جندوبة إضافة إلى 8 طرق وطنيّة وهي ط و 4 و ط و 5 و ط و 6 و ط و 7 و ط و 11 و ط و 12 و ط و 17 و ط و 18.
يشهد قطاع النقل والبنية التحتية بالإقليم نقلة نوعية حيث برمج للإقليم عدة إنشائات تخص الطرقات السيارة والجسور والمنشئات لحماية مدنها الواقعة على ضفاف نهر وادي مجردة من الفيضانات، حيث ستقطع الطريق السيارة رقم 3 ولاية جندوبة وصولا إلى الحدود التونسية مع القطر الجزائري، بالإضافة إلى مشروع الطريق السيارة اللذي سيمر عبر ولاية الكاف وصولا إلى مركزها.

## التعليم
تضم المنطقة إحدى الجامعات الحكومية الثمانية وهي جامعة جندوبة وتتضمن كلية واحدة، 7 معاهد و5 مؤسسات ذات الإشراف المزدوج وهي كالتّالي:
الكليات:
- كلية العلوم القانونية والاقتصادية والتصرف بجندوبة

المعاهد:
- المعهد العالي للعلوم الإنسانية بجندوبة
- المعهد العالي للموسيقى و المسرح بالكاف
- المعهد العالي للدراسات التطبيقية في الإنسانيات بالكاف
- المعهد العالي للغات التطبيقية والإعلامية بباجة
- المعهد العالي للفنون والحرف بسليانة
- المعهد العالي للإعلامية بالكاف
- المعهد العالي للبيوتكنولوجيا بباجة

المؤسسات ذات الإشراف المزدوج:
- المدرسة العليا للفلاحة بالكاف
- المعهد الأعلى للرياضة والتربية البدنية بالكاف
- المدرسة العليا لمهندسي التجهيز الريفي بمجاز الباب
- معهد المراعى و الغابات بطبرقة
- المعهد العالي لعلوم التمريض بالكاف

## الثقافة والرياضة
تعتبر المنطقة عبر التاريخ مركز ثقافي مهم.

### الفنون
من ناجية الموسيقى أشتهرت المنطقة بالغناء الجبلي الكافي أو ما يعرف بالمنسيات إضافة إلي عدة مهرجانات محلية ودولية من أهمها المهرجان الدولي للمالوف والموسيقى العربية التقليدية بتستور ومهرجان دقة الدولي.

كما تميّزت كذلك في عديد الفنون الأخرى كالمسرح.

### الرياضة
تحتوي المنطقة على عدد من المنشئات الريّاضيّة أهمها ملعب بوجمعة الكميتي في باجة الذّي يتّسع لقرابة 000 12 متفرّج.
و يوجد عديد الفرق الريّاضيّة التونسيّة الناشطة في مجال كرة القدم أشهرها الأولمبي الباجي الذّي فاز مرتين بكأس تونس لكرة القدم ومرّة وحيدة بكأس السوبر التونسي.